# Saotis clypeata
Saotis clypeata là một loài tò vò trong họ Ichneumonidae.